# 賽德娜平原
賽德娜平原（英語：Sedna Planitia）是一個金星上的大範圍低地，位於伊师塔地南方。該區域被認為是被熔岩覆蓋，類似月海的區域。